# 中铁置业
中铁置业集团有限公司，注册地位于北京，隶属于中国铁路工程集团的上市公司中国中铁。业务性质为房地产开发。2017年，公司总资产728.07亿元，净资产80.35亿元，净利润6.27亿元。